# Storia della posta
La storia della posta è iniziata nel momento in cui l'uomo ha avvertito la necessità di scambiare informazioni a distanza.
In principio, tali informazioni erano inoltrate attraverso l’impiego di suoni o segnali di natura luminosa interpretabili a distanza. 
Con l'avvento della scrittura l'informazione prese a viaggiare anche attraverso l'oggetto che la conteneva sotto forma di segno chiamato più propriamente glifo e successivamente mediante linguaggi espressi con una scrittura compiuta.
Il successivo sviluppo delle prime civiltà rese necessario un sistema sempre più articolato e affidabile che consentisse alle informazioni scritte il trasferimento anche su lunghi percorsi e nacquero così i primi sistemi postali. 
Tali sistemi si perfezionarono attraverso i secoli sfruttando, di volta in volta, tutte le scoperte umane e tecniche che consentivano il trasporto dell'informazione nel minor tempo possibile e perdurano tuttora impiegando molteplici sistemi meccanici di smistamento, ogni tipologia di mezzo di trasporto e anche le più svariate tecnologie informatiche.

## Storia

### La posta nelle antiche civiltà

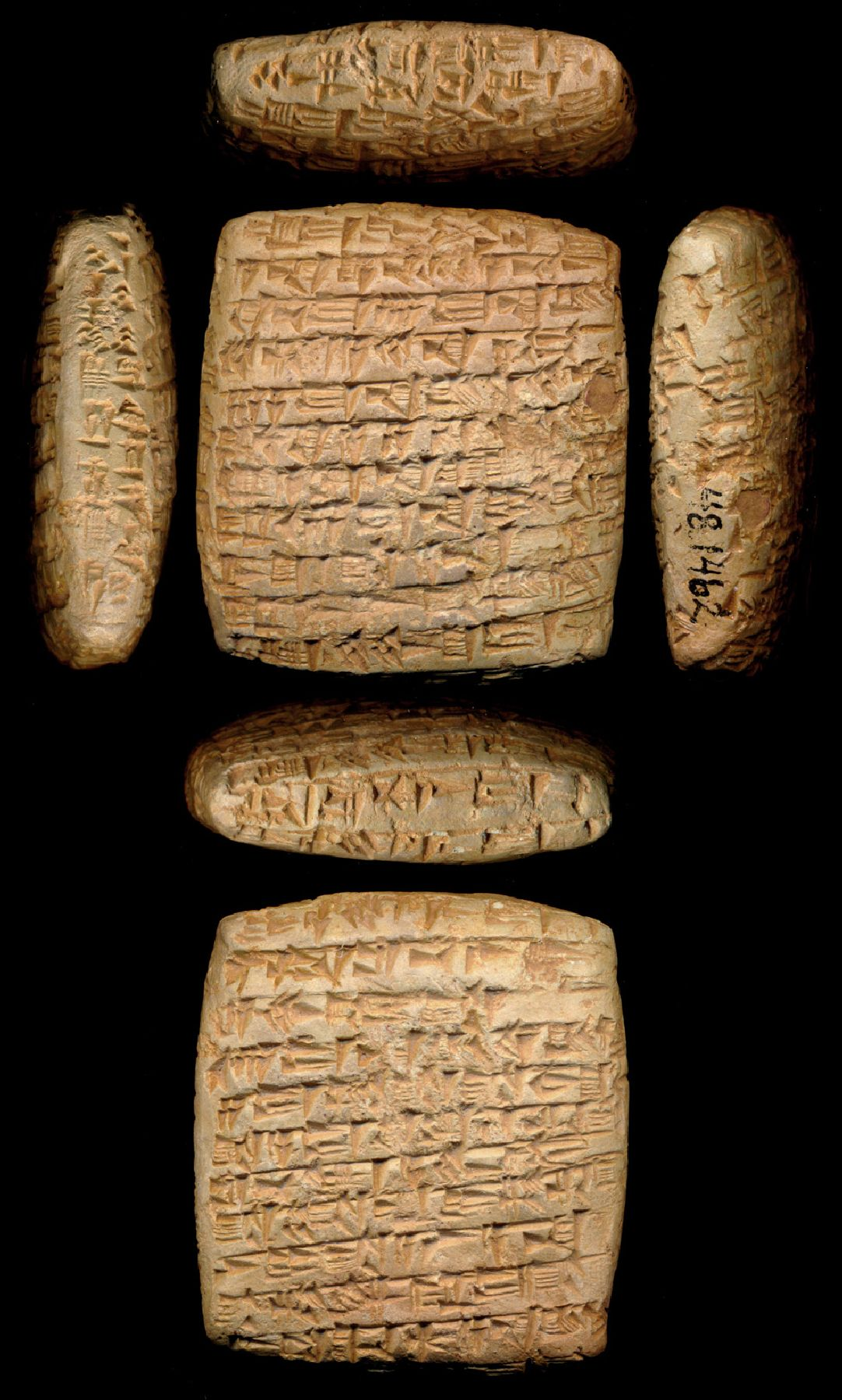
Una lettera commerciale incisa su una delle tavolette di argilla ritrovate a Kültepe, relativa al commercio di metalli preziosi (Walters Art Museum, Baltimora)

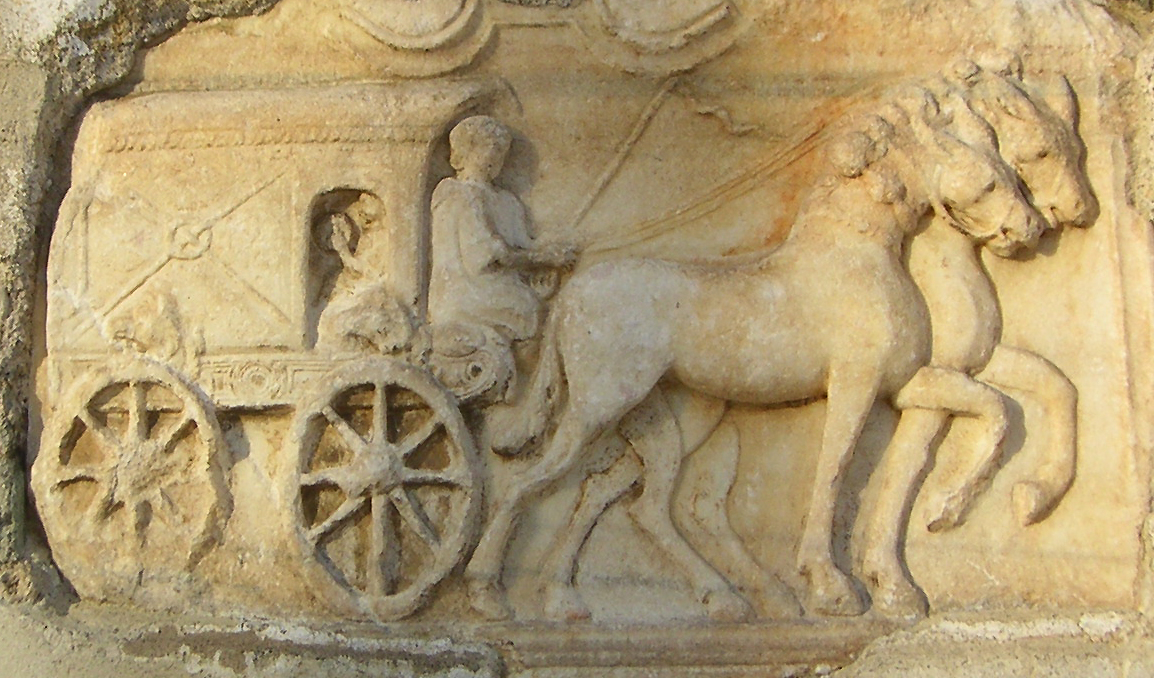
Un carpentum raffigurato in un bassorilievo d'epoca Romana

L'origine del servizio postale è antichissima poiché già i maggiori imperi dell'antichità ebbero propri servizi postali, che inizialmente servivano esclusivamente a trasmettere ordini militari e messaggi dai centri di potere alla periferia dei territori e viceversa.
Le prime testimonianze risalgono alla Cina del 4.000 a.C., dove venivano impiegati messaggeri a cavallo che percorrevano le strade trasportando dapprima semplici messaggi e poi anche una sorta di gazzettino periodico conosciuto come Ching Pao.
Anche nell'antico Egitto esisteva una sorta di servizio postale organizzato che prevedeva il recapito di merci e missive sotto forma di papiri scritti in demotico, il cui trasporto avveniva via terra ma anche per via fuviale,
navigando il Nilo. Tale servizio era fruibile, oltre che dalla corte del faraone e dai suoi funzionari, anche da una parte della popolazione e dai commercianti.
Tuttavia, secondo quanto narrano le cronache del filosofo ateniese Senofonte giunte fino a noi, fu la Persia di Ciro II che vide l’istituzione di un primo servizio di recapito pubblico, il cui utilizzo si estese anche ai vicini territori ellenici ed era basato sulla percorrenza ininterrotta di cavalli nell’arco giornaliero delle ventiquattro ore, utilizzando apposite scuderie per brevi soste. Lungo tutto il percorso stradale si contavano oltre un centinaio di stazioni e i messaggeri riuscivano a coprire i percorsi più lunghi in nove giorni. Testimonianze concrete dell'esistenza di questo sistema postale organizzato provengono da Kültepe in Turchia e sono rappresentate da tavolette di argilla superstiti, che riportano incisi caratteri cuneiformi risalenti al 2000 a.C.

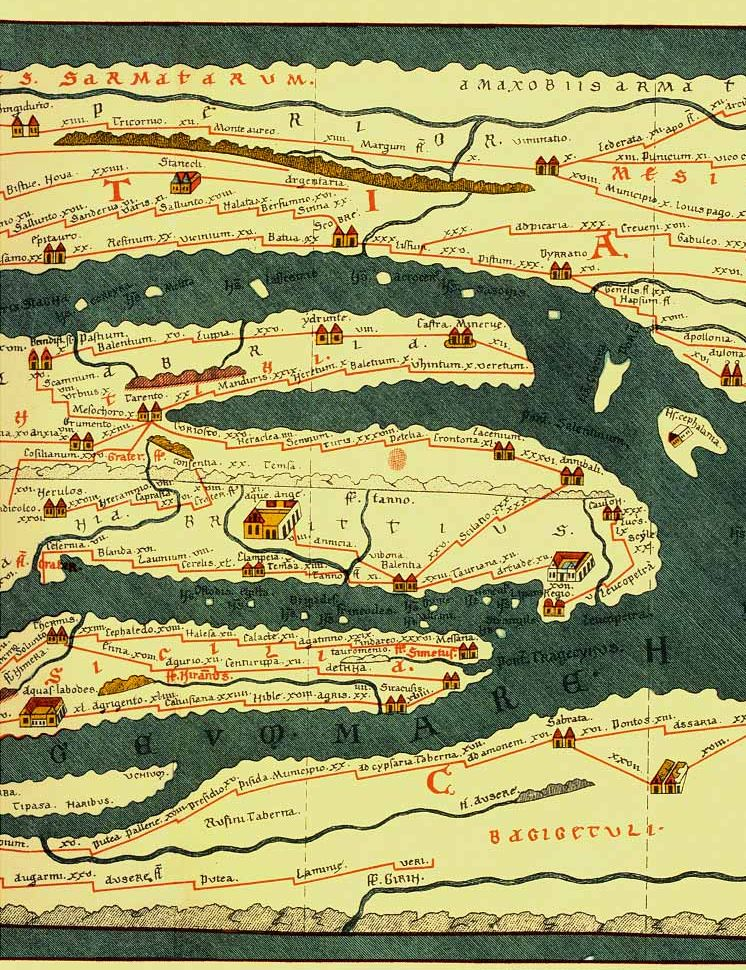
La Tavola Peutigeriana con la quale è stato ricostruito il sistema postale dell’epoca Romana

L’impero Romano prese spunto proprio da questa efficiente organizzazione persiana per sviluppare un primo servizio postale basato su volontari, ma fu con l’imperatore Augusto che si ebbe una riorganizzazione del cursus ovvero del servizio di posta che divenne così cursus publicus, ovvero un servizio postale garantito dallo Stato. Esso era costituito da tabellarii e cursores, ovvero messaggeri dotati di appositi carri o di soli cavalli, che erano gli affidatari delle informazioni da recapitare, percorrendo i quasi duecentomila chilometri di strade romane che si diramavano in tutto l’impero. Entrambe le figure di addetti postali custodivano i messaggi da recapitare sotto forma di tabulæ, ovvero tavolette d'osso, di metallo o di argilla spalmate di cera e incise ma successivamente, per rendere il trasporto più agevole, esse vennero sostituite dalle epistulæ, ovvero papiri piegati, oppure da pergamene arrotolate, i rotula, su cui erano vergate informazioni scritte con un inchiostro vegetale noto come atramentum, consuetudine che perdurò a lungo per i secoli successivi.
I tabellarii erano gli addetti che assicuravano il servizio negli appositi magazzini ma anche coloro che trasportavano la maggior parte delle comunicazioni. Essi erano quasi esclusivamente liberti o schiavi imperiali muniti di carri postali provvisti di vere e proprie targhe chiamate bulla, ovvero borchie circolari di metallo. A Roma e nelle maggiori città romane si faceva uso dei geruli, anch’essi dei liberti che però avevano la possibilità di acquistare tale carica. I cursores invece erano impiegati per le missioni più urgenti e si spostavano a piedi o a dorso di veloci cavalli che cambiavano in apposite stazioni di cambio chiamate statio posita, da cui derivò proprio il termine stesso "posta". 
Oltre a muli e cavalli, i veicoli maggiormente utilizzati per il servizio postale erano la rheda, il carpentum, il birotus e il carrus.
Secondo la ricostruzione raffigurata nella Tavola Peutingeriana il cursus publicus si basava sull’estesa rete viaria Romana formata dalle principali strade consolari ma anche da una capillare ramificazione di vie di comunicazione minori. Complessivamente si stima che circa 200.000 km di strade consentissero un inoltro celere di tutte le informazioni che, nei casi più urgenti, potevano garantire ai cursores di percorrere 270 km in ventiquattro ore. 
Tuttavia soltanto i documenti imperiali beneficiavano di una spedizione così rapida, tutti i dispacci destinati agli uffici italici e alle province romane erano invece molto più lenti nel giungere a destinazione, poiché i messaggeri completavano il percorso con le minori spese possibili.
In Asia, analogamente a quanto già accadeva nell’impero cinese da svariati secoli, si sviluppò un analogo sistema e nel Giappone del periodo Nara, ovvero nel 646, venne fondato un sistema postale a cavalli nella regione di Kyoto, a imitazione di quello della Cina T'ang. Nel 718 le stazioni giapponesi di posta furono estese ad altre località per intrattenere i rapporti con l'antica capitale Nara e, durante lo shogunato di Kamakura, vennero istituiti dei corrieri a piedi, detti hikyaku che fra Kyoto e Kamakura impiegavano cinque giorni di cammino.
Nello stesso periodo, nel continente americano l'Impero Inca si avvaleva di un sistema di messaggeri a piedi, detti chaski.
Nell'impero Mongolo era in vigore un sistema di messaggeri analogo a quello persiano, dandosi il cambio nelle stazioni di posta dette yam; curiosamente tale termine è rimasto nell'odierna lingua russa per indicare gli uffici postali. 
Tale sistema venne anche descritto successivamente da viaggiatori occidentali come Marco Polo ne Il milione.

### La posta nel medioevo
Nell'Europa medievale lo scambio d’informazioni subì una drastica diminuzione, nonché una decadenza senza precedenti. Il cursus publicus che la civiltà Romana aveva istituito versava nel più totale sfacelo, poiché la frammentazione degli stati tipica del medioevo europeo richiedeva invece continue revisioni dei confini e degli accordi, contribuendo al declino dell’efficiente rete stradale Romana. 
Il prezioso compito di recapitare la posta, nonché quello di mantenere al meglio le vie di comunicazione, sopravvisse soltanto grazie a monaci di abbazie, messi di corte e mercanti, che per i loro interessi erano chiamati a frequenti spostamenti da una destinazione all'altra. 
La posta monastica fu forse la più efficiente del tempo ed era caratterizzata da una particolarità che troverà applicazione, seppur virtuale, anche nelle odierne e-mail, ovvero le risposte scritte in calce alla missiva originale. Esse venivano aggiunte cucendo la pergamena aggiuntiva alla missiva ricevuta, dopodiché i rotula venivano arrotolati e infilati in un contenitore pronto a essere inoltrato verso un nuovo monastero. Una delle più lunghe rotulæ sopravvissute fino ai giorni nostri fu quella annunciante la morte di Cecilia di Normandia, figlia di Guglielmo il Conquistatore, che alla fine del suo percorso misurava circa venti metri.
A partire dal Duecento furono le prime università a organizzare un proprio sistema postale basato sugli spostamenti degli studenti, che talvolta offrivano il loro servizio di messaggeri per pagare anche gli insegnanti. Fra i più importanti sistemi postali universitari vi furono le Messaggerie universitarie di Federico II e le Messageries universitaires dell'Università di Parigi, in vigore fino al 1719, che si avvalevano di una propria rete di strade postali che serviva tutta la Francia. Tale servizio di recapito si consolidò a tal punto da essere utilizzato anche dalle istituzioni e dai privati.
A organizzare dei funzionali sistemi postali alternativi furono anche alcune confederazioni di commercianti, come quello della tedesca Metzerpost ossia la posta dei macellai che funzionò fino ai primi anni del XVI secolo. Anche i mercanti italiani che partecipavano alle Fiere della Champagne si avvalevano del servizio di loro corrieri consociati che partivano dalle principali città mercantili italiane come Genova, Venezia, Firenze e Milano per raggiungere le principali città europee come Parigi, Bordeaux e Bruges. 
Un esempio di tale impresa fu la longeva Compagnia dei Corrieri Veneti fondata nel 1306 e costituita da messaggeri veneti e lombardi che garantiva un servizio postale in tutta l’Europa fino ai primi anni del XIX secolo.
Alla fine del Trecento avvenne una prima rivoluzione postale distinguendo semplici messi da corrieri esperti in consegne più specifiche e veloci.
Nel 1385 il duca di Milano Gian Galeazzo Visconti stabilì un servizio postale del tutto analogo. A metà del XV secolo il duca di Milano Francesco Sforza intensificò tale rete istituendo le staffette, ovvero dei moderni cursores che cambiavano cavalli anch'essi a ogni stazione rendendo ancor più rapido ed efficiente il sistema postale milanese.
Già dal XIII secolo la Serenissima Repubblica di Venezia era servita dal servizio di recapito offerto dalla famiglia bergamasca dei Tasso, originaria di Camerata Cornello, nonché antenata del letterato Torquato Tasso. 
Questa famiglia svolse un ruolo apicale e di cruciale importanza nella storia dello sviluppo postale europeo, iniziando a operare con una propria rete di corrieri che collegava buona parte della penisola italica settentrionale con l'Europa del tempo.
Nello Stato Pontificio la carica di Magister Cursorum delle Poste Pontificie è attestata dal 1439. 
Dalla metà del Quattrocento tale carica fu ricoperta proprio da esponenti della famiglia Tasso del ramo detto dei Tasso di Sandro.
Prendendo a modello proprio quanto avveniva in Italia, nella seconda metà del Quattrocento Luigi XI di Francia organizzò le poste francesi denominate Messageries royales.
Analoghi servizi di corrieri nacquero anche nel resto d’Europa, come in Inghilterra, dove anche re Enrico IV reintrodusse l’utilizzo di stazioni di posta per consentire ai propri messaggeri reali il cambio dei cavalli e dove, nel 1516, Enrico VIII fondò la Royal Mail, insediandovi a capo un Master of the Postes.
Dei servizi postali degni di nota erano riscontrabili anche nelle maggiori città tedesche, in particolare a Norimberga, con i Nürnberger Bothenwesen, ma anche a Colonia e Augusta.
Tuttavia l'ancora carente organizzazione normativa e territoriale portava a rischi di smarrimento della posta o al suo mancato recapito per numerosi motivi, tra cui rapine, viaggi lunghi e accidentati, morte o cambio d'indirizzo del destinatario. Pertanto, per evitare che il corriere intascasse il compenso senza consegnare la corrispondenza, la tariffa postale della spedizione veniva fatta riscuotere dal destinatario, ma questo sistema provocava una cospicua perdita economica a chi gestiva i servizi postali, che veniva compensata con costi tariffari così elevati da rendere il servizio fruibile quasi esclusivamente dal clero e dalla nobiltà.

### La posta nel Rinascimento e la prima rivoluzione postale

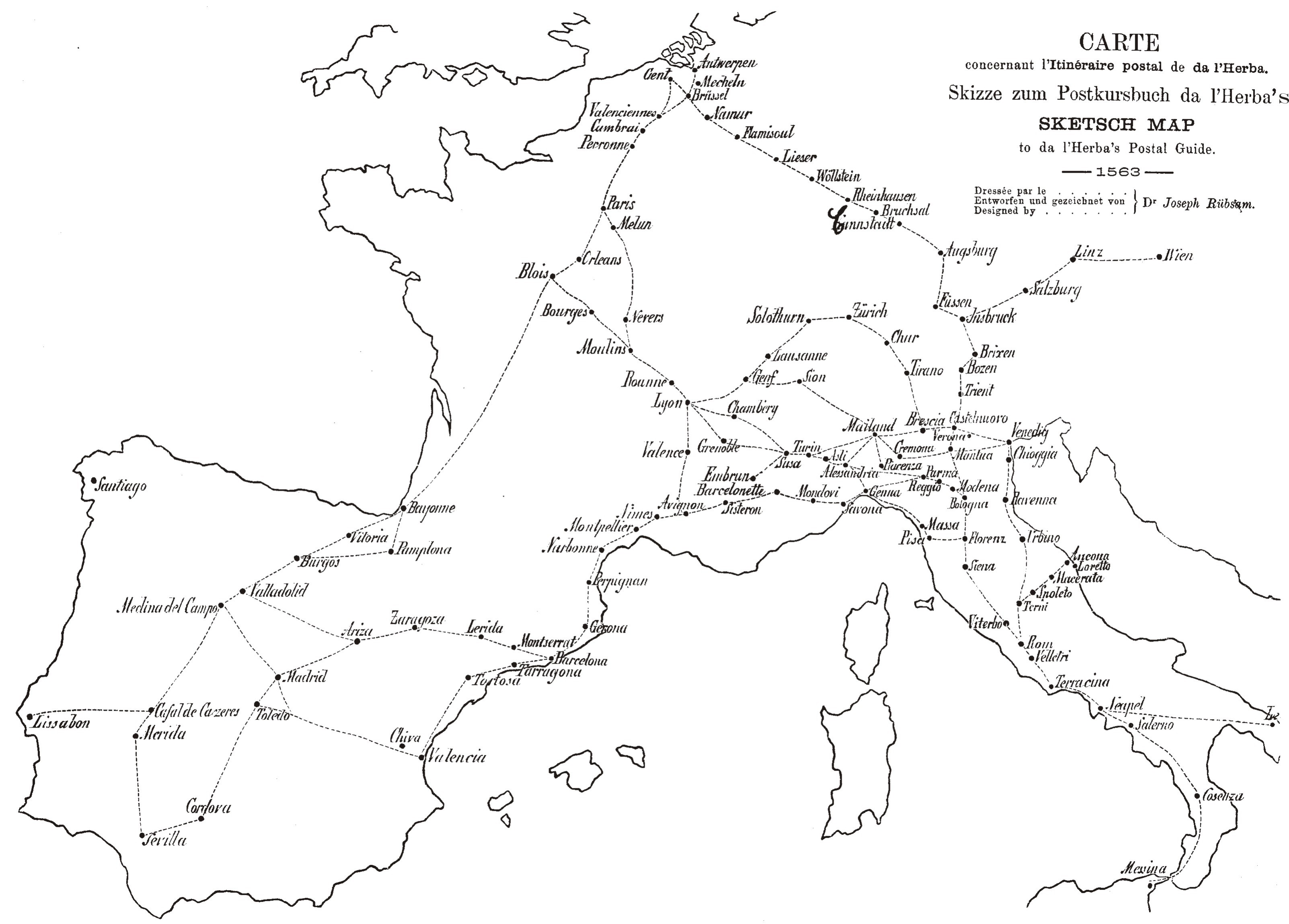
Una mappa delle strade postali nel 1563

Nel periodo rinascimentale si sentì dunque l'esigenza di un'estensione del servizio presso la borghesia che con i nuovi commerci si stava arricchendo e aveva la necessità di scambiare informazioni con luoghi lontani. Il rifiorire del commercio e la nascita delle prime banche accrebbero la necessità di scambiare informazioni epistolari private sempre più fitte e di cruciale importanza, come le lettere di credito.
L'aspetto più innovativo della prima rivoluzione postale fu rappresentato proprio dall’immissione della posta privata in quello che andava configurandosi in un monopolio del sistema postale pubblico. Se, per svariati motivi, non era più conveniente avvalersi di corrieri privati, i privati dovevano poter utilizzare un sistema postale pubblico.

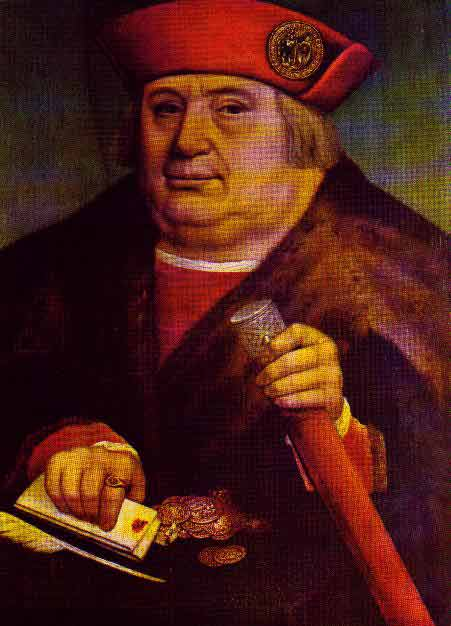
Ritratto di Francesco Tasso, capostipite della dinastia dei Della Torre Tasso

Nel 1489 Massimiliano I d’Asburgo affidò a Francesco Della Torre Tasso e al fratello Zanetto il compito di organizzare anche la cosiddetta Posta di Fiandra fra la propria corte di Innsbruck e quella di suo figlio Filippo il Bello a Malines e Bruxelles.
Già operante nel settore postale da oltre un secolo, la famiglia Della Torre Tasso consolidò ulteriormente la propria egemonia con le tre convenzioni imperiali concesse nel 1501, 1505 e 1516 da Filippo il Bello e poi da Carlo V a Giovanni Battista Tasso. 
In queste convenzioni, la famiglia italiana dei Della Torre Tasso ottenne la concessione per l'utilizzo delle strade che da Malines si irradiavano dalla Prussia fino alle Fiandre, alla Spagna, a Napoli e alla Sicilia.
Successivamente, la famiglia Della Torre Tasso, che nel 1650 germanizzò il suo nome in Thurn und Taxis, ottenne dalla corona imperiale il titolo nobiliare ereditario e detenne al contempo la carica di Mastro di Posta, che venne trasmessa per lunghi anni agli eredi ma anche a rami collaterali della famiglia. In particolare, il ramo familiare Tassis-Peralta operò per conto del Correos mayores del Reino de España, il ramo dei Tasso di Sandro continuò a ricoprire la carica di Magister Cursorum presso le Poste Pontificie a Roma, mentre gli Zapata de Tassis furono invece i gestori della Regia Correrìa di Sicilia.

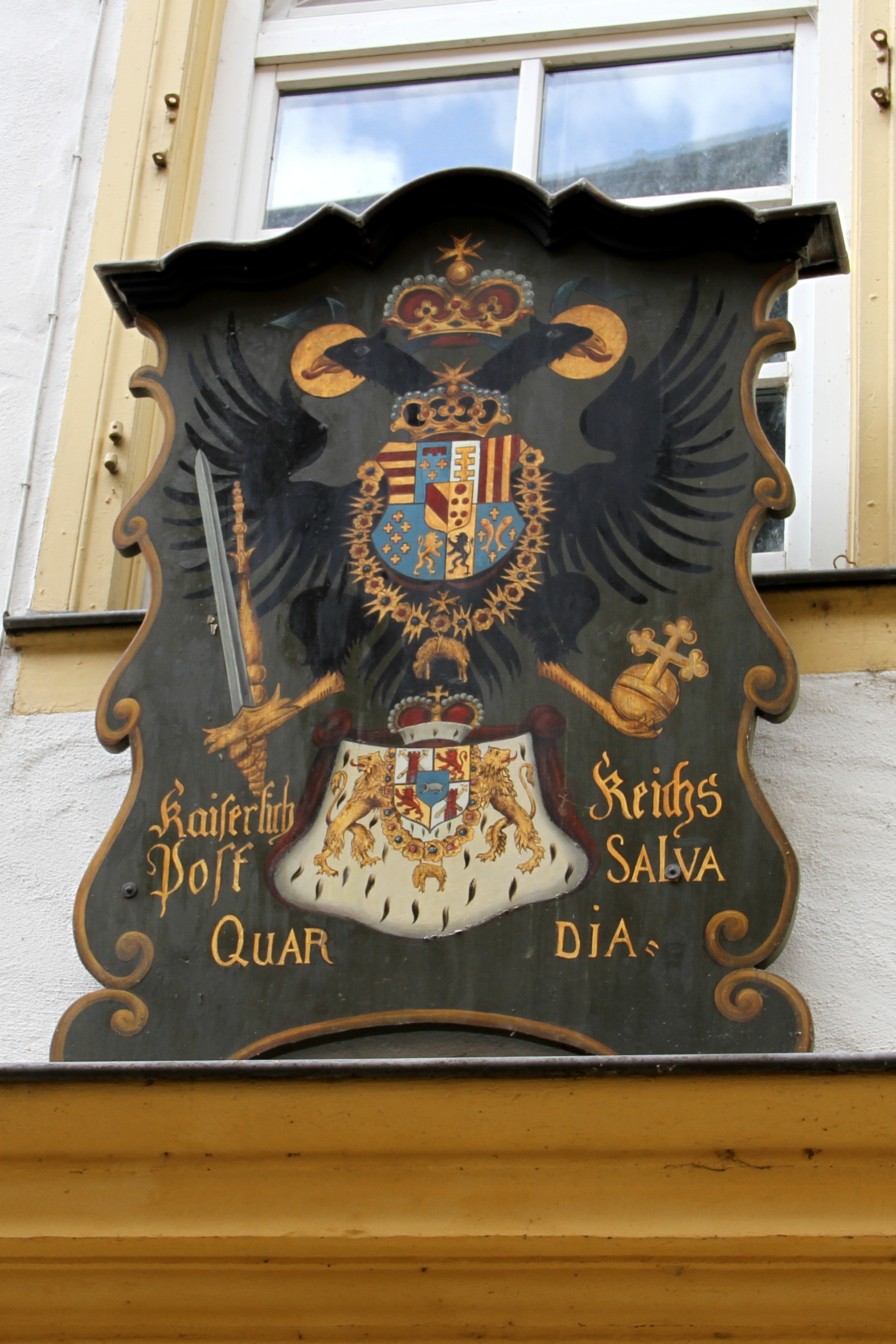
Antica insegna delle Poste Imperiali, con gli stemmi dei Lorena e dei Thurn und Taxis. La scritta "salvaquardia" stava a indicare la neutralità territoriale della stazione di posta in caso di guerra

A competere con il crescente potere dei Thurn und Taxis fu la famiglia Paar, anch'essa di origine bergamasca, che ottenne il monopolio postale da Vienna verso la Repubblica di Venezia e già lo deteneva dalla capitale asburgica verso la Polonia e l'Ungheria.

### La posta tra XVII secolo e XVIII secolo

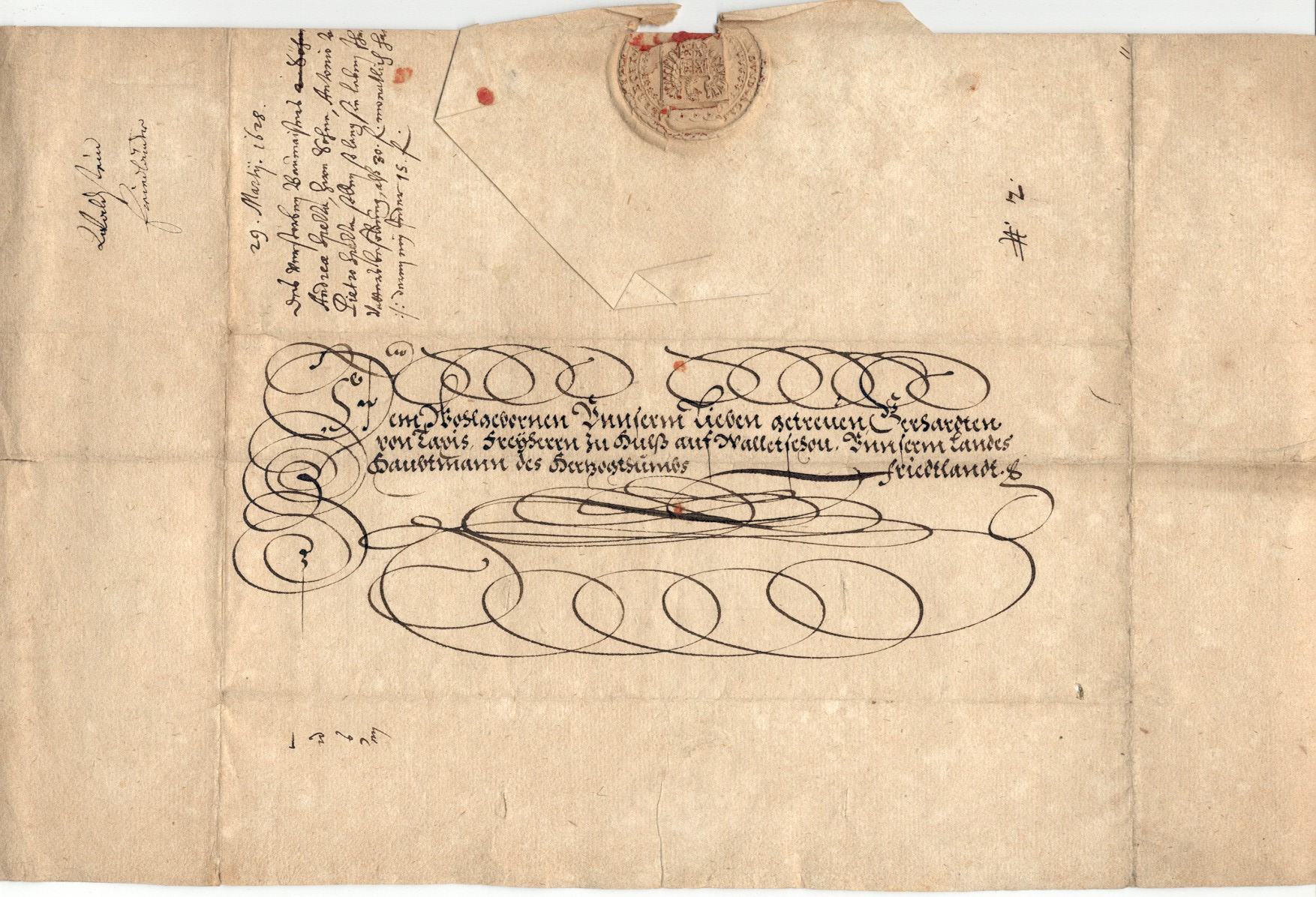
Una lettera del 1628

Nel 1603 anche Enrico IV di Francia disciplinò ufficialmente la posta privata che viaggiava attraverso le Messageries royales. In Inghilterra la Royal Mail venne aperta al pubblico nel 1635.
Nei primi decenni del XVI secolo, a seguito della scoperta dell'America, iniziò a delinearsi la necessità di comunicare con il nuovo continente. I primi presidi insidiatisi nelle nuove terre giustificarono la nascita della posta transatlantica, che veniva quindi imbarcata sui galeoni diretti verso l'America centrale, ormai nuovo epicentro degli interessi commerciali delle grandi potenze europee.
A tal proposito, nel 1616, il Luogotenente delle poste tassiane di Milano, Ottavio Codogno, pubblicò il Nuovo itinerario delle Poste per tutto il Mondo, ovvero la più esaustiva informazione disponibile sulle rotte postali europee del tempo. Lo stesso autore nel 1623 pubblicò il Compendio delle poste.
Il servizio postale con le terre americane di recente scoperta, noto come Correo Mayor de Indias, fu invece concesso in regime di monopolio alla famiglia Galíndez de Carvajal, che lo conservò fino alla metà del XVIII secolo.
In Giappone durante il periodo Edo fu organizzato il sistema stradale Gokaidō, ovvero delle "cinque strade”. Esso si diramava attraverso queste cinque direttrici attraverso la parte centrale dell'isola di Honshū collegando la sede dello shōgun, Edo (la moderna Tokyo), con le città più importanti del Giappone. La più importante di queste vie era la Tōkaidō, che collegava Edo con Kyoto dove risiedeva l'imperatore. Le strade erano servite da stazioni di posta e durante questo periodo in Giappone convivevano diversi servizi postali autonomi. Shogun, Daimyō e ordini monastici conservavano i loro sistemi postali interni per i loro bisogni ma furono introdotti ulteriori collegamenti postali fra Edo e le capitali degli han per scopi amministrativi, politici e militari. Soltanto nel 1615 venne introdotto un sistema di posta per i privati, ovvero un sistema di corrieri chiamati hikyaku, che significa "tre volte", per le famiglie dei samurai. Questo sistema prendeva il nome dal fatto che in un mese il corriere percorresse tre volte il tragitto fra Osaka, Edo e Kyoto..

### Il progressivo processo di statalizzazione del servizio postale
Nel corso del XVII e XVIII secolo si crearono dunque le maggiori istituzioni postali che si riservavano il diritto di posta sia per migliorare il servizio sia per avere maggiori entrate. Il nuovo servizio permetteva allo stato un risparmio tramite la franchigia postale e divenne consuetudine la necessità di indicare l'ufficio di partenza e quello di arrivo. Nel medesimo periodo nacque anche la distinzione tra posta ordinaria e posta assicurata, con specifiche caratteristiche a tutela del contenuto e dell'ufficialità della missiva stessa.
In Europa la famiglia che continuava a detenere il maggior potere in ambito postale fu la dinastia Thurn und Taxis, indiscussa e fedele monopolista dal 1595 per conto dei territori mitteleuropei facenti parte del Sacro Romano Impero fino al 1867, anno in cui la famiglia Thurn und Taxis rinunciò ai diritti postali derivanti dal suo secolare monopolio in favore della Prussia, per un compenso complessivo di tre milioni di Talleri.
Fu infatti a partire dal XIX secolo che si assistette al graduale processo di acquisizione dei servizi postali esistenti da parte dei singoli stati, trasformandoli quindi in un monopolio pubblico statale con una propria identità ben definita. La nazionalizzazione del servizio postale comportò che i Mastri di Posta e i Postiglioni vestissero una divisa, mentre i relativi stemmi divennero riconoscibili con un proprio simbolo o talvolta dallo stemma araldico del sovrano del Paese di appartenenza.
Tra la fine del Seicento e i primi anni dell’Ottocento nacquero, pertanto, gran parte delle principali istituzioni postali che conosciamo ancora oggigiorno in tutto il mondo e il loro sviluppo successivo avvenne anche grazie alle conquiste coloniali e territoriali da parte delle maggiori potenze mondiali.

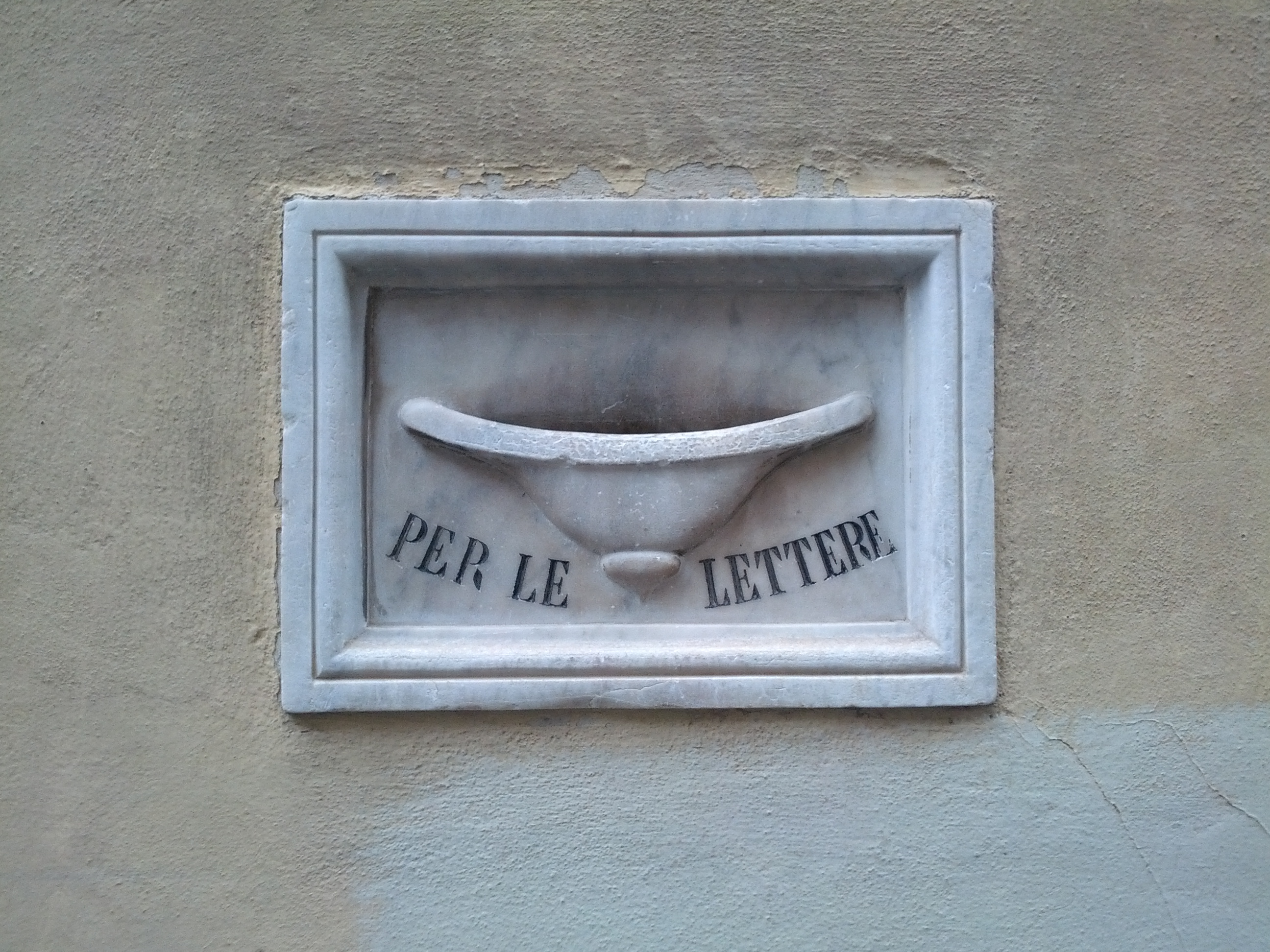
Una buca postale fiorentina del XIX secolo

Nella penisola italica di epoca preunitaria, ancora assai frammentata in molteplici stati autonomi, sorsero vari servizi postali. 
Nel Regno di Sardegna la statizzazione del servizio postale avvenne nel 1718 con l'editto di Vittorio Amedeo II in base al quale le Poste Sabaude furono gestite direttamente dallo Stato con apposito personale formato e stipendiato. Il testo del documento conteneva anche il primo tariffario dettagliato per le destinazioni postali nazionali ed estere.
Nei confinanti territori del Lombardo-Veneto occupati dall’Impero Austriaco, il governo di Vienna affidò l'incameramento delle Poste del Ducato di Milano, alla famiglia Serra, previo un apposito indennizzo nominato "redenzione" che ammontò a 320.000 Fiorini.
Nel 1747 anche le poste interne della Repubblica di Venezia furono nazionalizzate.
Nel Regno delle due Sicilie per ordine di Ferdinando III, la Regia Correrìa di Sicilia fu avocata dallo stato borbonico nel 1786. con il nome di Poste di Sicilia e affidata all'Ispettore Generale delle Poste in Sicilia. In tale occasione la Regia Correrìa di Sicilia introdusse anche l’utilizzo del timbro postale, con l'indicazione del luogo e della data di spedizione.
Nel Regno di Francia il monopolio postale statale fu creato già nel 1672 dal ministro François Michel Le Tellier de Louvois, che fondò la Ferme générale des Postes, ovvero un'impresa privata che versava un canone annuale di concessione allo stato in cambio del monopolio. Le messageries de l'Université e le Messageries royales vennero riassorbite in questa impresa entro pochi decenni.

### L'introduzione dei timbri postali
Il primo ente postale al mondo a introdurre l’impiego del timbro postale fu l’inglese Royal Mail nel 1661 su iniziativa del Royal Postermaster Sir Henry Bishop, con il preciso intento di controllare i ritardi sul recapito della corrispondenza. I timbri erano realizzati in legno e indicavano il giorno e il mese, evidenziando in questo modo la partenza della corrispondenza.

### La seconda rivoluzione postale
La seconda rivoluzione postale avvenne alla fine del Settecento, ovvero quando vennero introdotte specifiche carrozze veloci per il trasporto della posta. Le prime a essere realizzate furono le turgotine nel Regno di Francia nel 1775, veicoli che presero il nome dal Contrôleur général des finances, il ministro Jacques Turgot. Essa era una carrozza piccola, ma tirata da sei oppure otto cavalli.
Analogamente, in Gran Bretagna nel 1784 il Cancelliere dello Scacchiere britannico Pitt introdusse le mail-coaches, che poi si diffusero in altri paesi europei e che assicuravano un servizio misto di posta e passeggeri. In Italia queste vetture presero il nome di velociferi o malleposte
In America, il 26 luglio 1775 il Secondo congresso continentale, nominò Benjamin Franklin primo Postmaster General di una nazione che presto sarebbe diventata indipendente, con il nome di Stati Uniti d’America.
Uno dei fondamentali fattori dell’epoca industriale che favorì l’evoluzione a livello globale del servizio postale fu indubbiamente l’invenzione della ferrovia, con la sua capillare estensione; la posta prese ormai a viaggiare con treni, oltreché con messaggeri, cavalli, carri, postiglioni, diligenze e navi.

### La posta nel XIX secolo e la terza rivoluzione postale

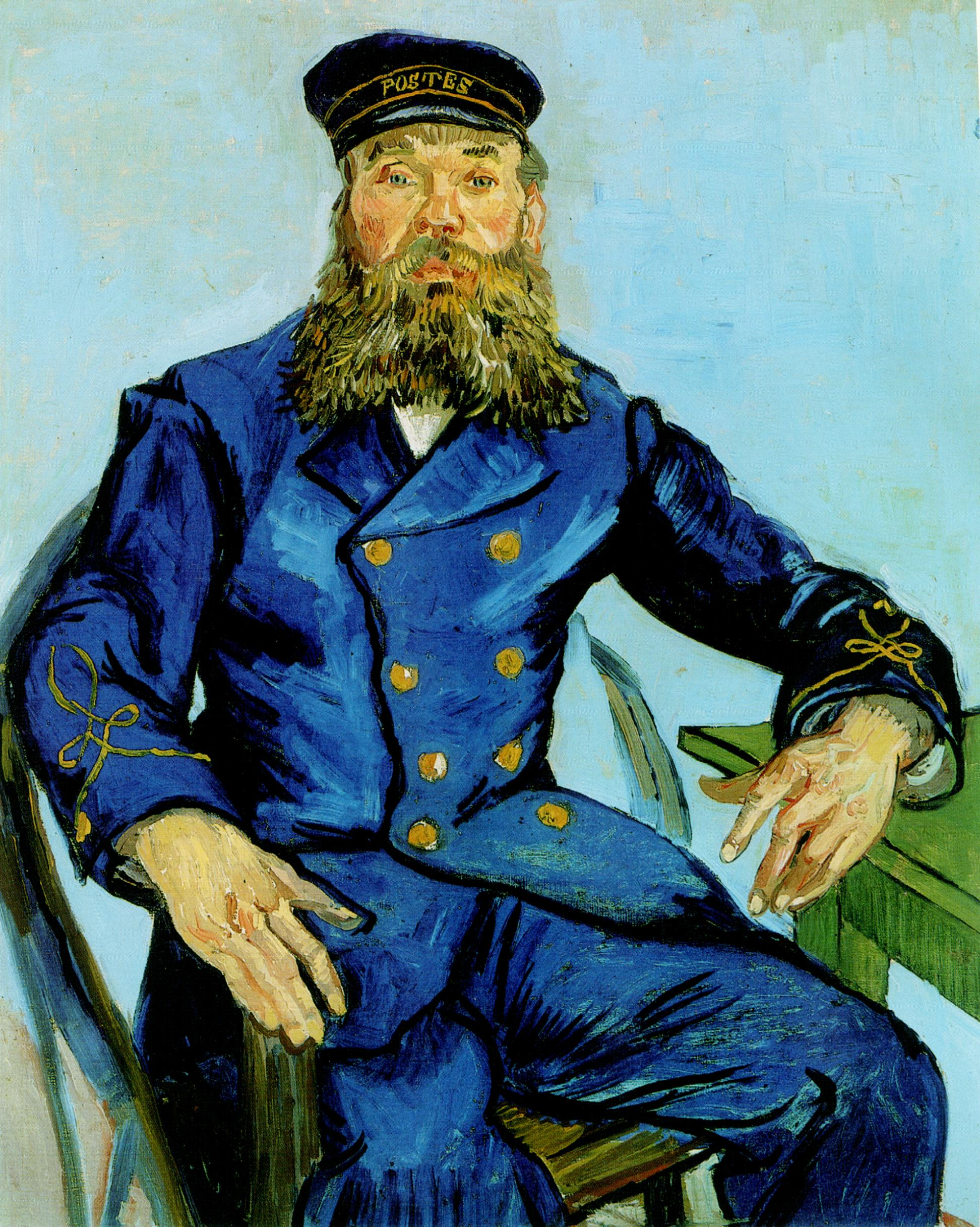
Il postino Joseph Roulin, dipinto di Van Gogh

Per terza rivoluzione postale si intende l’entrata in vigore di una specifica suddivisione del territorio da parte degli enti postali operanti in ciascun Paese. In Francia, già durante la Rivoluzione, venne emanata la legge del 22 dicembre 1789 che prevedeva un’organizzazione della distribuzione e raccolta della posta più capillarmente su tutto il territorio nazionale e non soltanto attraverso le strade postali, suddividendolo le aree di competenza in Dipartimenti distinti da numeri progressivi. Tale consuetudine venne portata avanti anche da Napoleone che, a seguito delle nuove conquiste territoriali, creò nuovi dipartimenti, tanto che questa suddivisione territoriale francese persiste ancora oggigiorno.
Nel 1836 l'epidemia di colera che colpì l'Europa fece sì che gli uffici postali si dotassero di strumenti per la disinfezione della corrispondenza, poiché la carta venne considerata veicolo di trasmissione del contagio. La posta veniva così disinfettata mediante fumigazione, tant'è che molte lettere arrivate a noi da quel periodo portano ancora i segni di questa pratica.

### La riforma postale britannica e la nascita del francobollo
Una data memorabile per la storia della posta è il 6 maggio 1840 ovvero quando, grazie alla riforma postale voluta da Sir Rowland Hill, la Gran Bretagna introdusse una sorta di marca da applicare su tutta la corrispondenza, decretando così la nascita del primo francobollo della storia del valore commerciale di un Penny e recante il profilo della Regina Vittoria. Già a partire dal 1837 il funzionario inglese di Royal Mail Sir Rowland Hill si rese conto che il recapito di lettere e pacchi pagati dai destinatari portava sovente ad abusi da parte degli utenti. Oltre agli smarrimenti della corrispondenza o ai tentativi di recapito infruttosi a causa di trasferimenti o destinatari deceduti, si narra che talvolta fosse uso comune spedire una lettera con segni convenzionali sulla busta. Il destinatario quindi carpiva questi segni recependo il messaggio atteso ma rifiutava la lettera, che in questo modo non veniva pagata al servizio postale. 
L’invenzione del francobollo, invece, prevedeva il pagamento anticipato di apposite tariffe di spedizione in modo da coprire le spese in ogni circostanza.
Questa riforma portò alla realizzazione di due primi francobolli emessi il 6 maggio del 1840 con due tariffe distinte, il francobollo da 1 Penny stampato in nero, che prese il nome di Penny Nero e che con il tempo acquisì un notevole valore collezionistico, nonché un francobollo da 2 Penny stampato in blu, meno famoso e altresì meno utilizzato. 
Nel medesimo periodo, oltre alla coppia di francobolli fu emessa anche una lettera postale già affrancata, che consentiva di spedire una lettera in un secondo tempo senza recarsi all’ufficio postale. Nonostante l'iniziale scetticismo dello stesso Hill, il francobollo inglese ebbe al contrario un enorme successo, tanto da essere presto imitato da altre amministrazioni postali e diffondendosi in tutto il mondo.

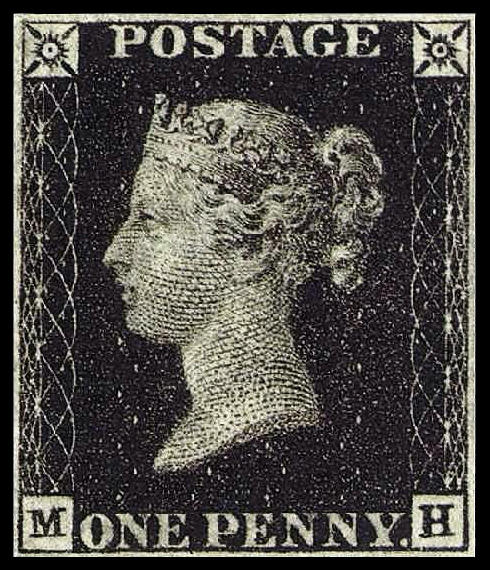
Un esemplare di Penny Black stampato dalla Royal Mail

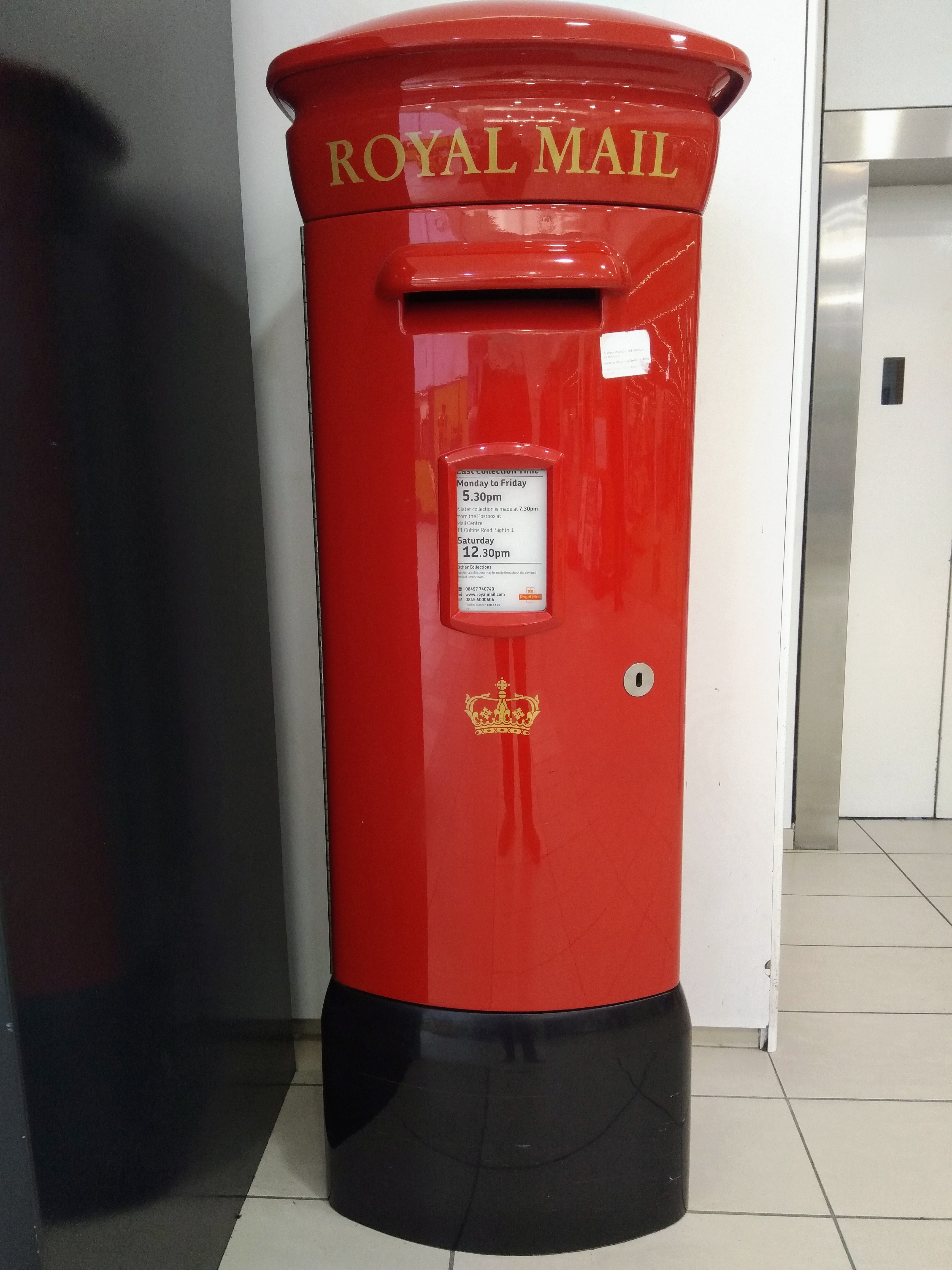
Una tipica cassetta postale inglese della Royal Mail

Un'altra innovazione riconducibile alla Gran Bretagna è il sistema di posta pneumatica, realizzato nei primi anni dell'Ottocento su progetto dell'ingegnere scozzese William Murdoch e successivamente sviluppato dalla London Pneumatic Dispatch Company.

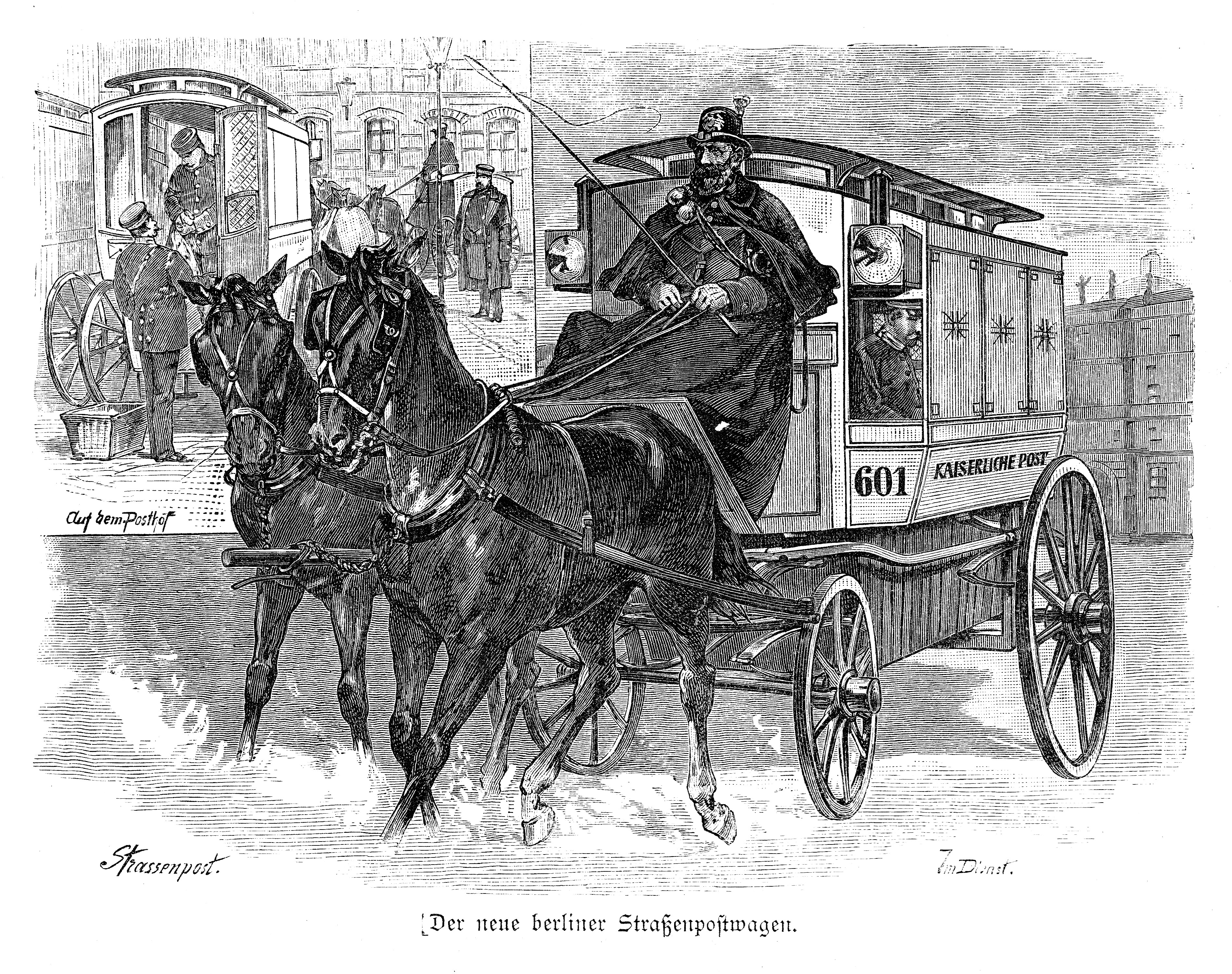
Disegno raffigurante una carrozza postale tedesca

Nel 1843 il Cantone di Zurigo e di Ginevra in Svizzera emisero francobolli per la posta, seguiti lo stesso anno dal Brasile con tre francobolli. 
In breve tempo, anche molti altri Paesi del mondo si affrettarono ad aggiornare i propri sistemi postali adottando il funzionale impiego del francobollo:
- 1845 - Cantone di Basilea
- 1846 - Stati Uniti d'America
- 1847 - Mauritius
- 1849 - Baviera, Francia
- 1850 - Prussia, Sassonia, Hannover, Austria, Spagna, Svizzera
- 1851 - Danimarca
- 1852 - Brunswick, Paesi Bassi, Lussemburgo
- 1853 - Portogallo
- 1855 - Svezia, Norvegia, Nuova Zelanda
- 1856 - Messico, Uruguay, Perù
- 1857 - Russia
- 1858 - Moldavia, Argentina
- 1859 - Amburgo, Impero ottomano, Lubecca
- 1860 - Polonia, Impero Austroungarico
- 1862 - Romania
- 1866 - Serbia
- 1867 - Ungheria
- 1870 - Persia
- 1871 - Giappone
- 1873 - Islanda
- 1886 - Gibilterra

### Il francobollo negli stati italiani preunitari
Gli Stati italiani attuarono la riforma che porta all'utilizzazione
del francobollo a partire dalle seguenti date:
- 1º giugno 1850 - Regno Lombardo Veneto (Impero Austroungarico)
- 1º gennaio 1851 - Regno di Sardegna
- 1º aprile 1851 - Granducato di Toscana
- 1º gennaio 1852 - Stato Pontificio
- 1º giugno 1852 - Ducato di Parma e Piacenza, Ducato di Modena
- 1º gennaio 1858 - Regno delle due Sicilie
- 1º gennaio 1877 - Repubblica di San Marino

### La statalizzazione dei servizi postali nel XIX secolo e gli accordi internazionali
Nel 1848 nacque la Posta federale svizzera, unificando le amministrazioni postali dei vari cantoni elevetici.
Nel 1859 la Francia stipulò un accordo con le Poste Sabaude del Regno di Sardegna che consentiva alla corrispondenza militare di essere inoltrata da tutti i territori del regno utilizzando gli uffici civili e le affrancature francesi. Si creò così l'anomalia delle buste affrancate con francobolli francesi da 20 centesimi ma regolarmente annullati con timbri italiani. Dalla fusione fra amministrazione postale e telegrafica nel 1879 nacque la Postes, télégraphes et téléphones francese.
Il 3 aprile 1860 nasceva negli Stati Uniti d’America il servizio Pony Express a opera dell'omonima società privata capitanata da William H. Russell, Alexander Majors e William B. Waddell. Compito del servizio era quello di far viaggiare velocemente la posta dall'est all'ovest del paese. Le missive erano affrancate con francobolli ordinari da 10 o 12 centesimi a cui veniva aggiunta una etichetta di sovrapprezzo. Tra i leggendari postini che operavano alla Pony Express vi fu Buffalo Bill.

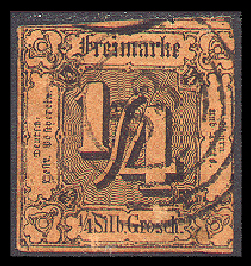
Francobollo da 1/4 di Silbergroschen delle poste Thurn-und-Taxis del 1852

Per quanto concerne l’Italia, il primo servizio postale che assorbì tutti i precedenti organismi postali preunitari fu l’ente Regie Poste, fondato a Torino nel 1862, a meno di un anno di distanza dalla proclamazione ufficiale dell’Italia unita sotto uno stesso regno. 
A sancire questa operazione fu il Regio Decreto n. 604 del 5 maggio del 1862 a cui ne seguì un successivo del 1881 che sancì la nascita del servizio di pacchi postali. Da questo momento storico le Regie Poste dipesero dal Ministero dei lavori pubblici e divennero l'ente titolare in esclusiva per la gestione di uffici per la spedizione, il ricevimento e la distribuzione di corrispondenza. Fu introdotto quindi il concetto di servizio postale pubblico, con la conseguente offerta dei servizi su tutto il territorio nazionale anche grazie all'introduzione della tariffa unica per tutto il territorio del Regno d'Italia, realizzata con l'adozione del francobollo. 
La norma del 1862 recepì e regolò la materia, in particolar modo le modalità di raccolta, smistamento, trasporto e distribuzione degli invii postali e l'istituzione dei servizi accessori di raccomandate, assicurate, ricevute di ritorno e vaglia postali.
Nel 1869 l'Impero Austroungarico introdusse l'uso della cartolina postale la cui spedizione costava meno di quella di una lettera. Il successo di tale operazione portò a una rapida diffusione di questa alternativa alla lettera postale, tanto da indurre quasi tutti i Paesi europei a replicare l’iniziativa. Dal 1870 al prezzo di 1/2 penny era disponibili cartoline di Royal Mail a cui seguirono edizioni del servizio postale svizzero e di quello belga.
In seguito all'unificazione tedesca nell'Impero germanico del 1871, Heinrich von Stephan, funzionario postale della Confederazione Tedesca del Nord, attuò una riforma che portò alla fondazione della Reichspost, inglobando definitivamente la secolare impresa postale prussiana dei Thurn und Taxis già statalizzata nel 1867, tuttavia i regni di Baviera e di Württemberg mantennero sistemi postali autonomi per alcuni anni. Heinrich von Stephan venne nominato direttore generale delle Reichspost e contribuì a coniare una apposita terminologia postale, nonché tentò di imporre il tedesco come lingua egemone della posta a livello globale, contrastando il già consolidato utilizzo della lingua francese.
Dopo la riforma postale britannica di Rowland Hill, gli Stati Uniti d'America, su iniziativa del General Postermaster Montgomery Blair, organizzarono una conferenza tenuta nel 1863 a Parigi, per promuovere il processo di riforma postale al livello globale. La conferenza, a cui parteciparono delegati di quindici paesi europei e americani, stipulò i principi fondanti per gli accordi generali tra gli Stati.
Sulla scia di quanto stabilito alla conferenza di Parigi del 1863, il direttore generale della Reichspost Heinrich von Stephan programmò un piano per un organismo postale internazionale e, su suo suggerimento, il governo svizzero organizzò una seconda conferenza internazionale a Berna il 15 settembre 1874, alla quale parteciparono rappresentanti di ventidue nazioni. Il risultato di questa nuova conferenza fu il Trattato di Berna siglato il 9 ottobre successivo, giorno in cui si celebra la Giornata mondiale della posta, dove si istituì Unione Générale des Postes. 
Questa nuova istituzione assunse il compito di coordinare le amministrazioni postali dei vari stati membri, favorendo una miglior integrazione dei servizi svolti tra di loro. Nel 1897 essa si trasformò in Unione Postale Universelle con l'apporto di nuovi stati membri e mantenendo la propria sede a Berna.

### La posta dal XX secolo ai giorni nostri
Con il Novecento le istituzioni postali di tutto il mondo introdussero o perfezionarono una sempre maggiore varietà di servizi specifici. Gli uffici aperti al pubblico sul territorio si moltiplicarono e in molti casi vennero costruiti sontuosi edifici atti a ospitare le sedi operative. Contestualmente a questo sviluppo sempre più consolidato, vennero prodotti valori bollati comprendenti anche una varietà infinita di francobolli con forme e caratteristiche molto diverse fra loro, che hanno favorito il collezionismo filatelico, consuetudine che è entrata a far parte indissolubilmente della storia della posta, fino a giungere ai tempi odierni.
Il servizio postale ha dunque continuato a crescere e a evolversi sino ai giorni nostri, adottando e sfruttando tutte le invenzioni tecniche: dal treno all’automobile e alle moticiclette, dalle navi ai dirigibili e agli aerei ma anche complessi sistemi meccanici di smistamento, di stampa e di confezionamento, pur attraversando i momenti storici più drammatici come i confitti mondiali. 
Con l’avvento dell’aeronautica prese a diffondersi anche la posta aerea, servizio inaugurato nel 1911 da Royal Mail nell'India britannica, con il primo trasporto ufficiale di posta aerea verso Londra. 
Nel 1916 in Germania venne altresì inaugurato un servizio postale sperimentale tramite l'utilizzo dei sottomarini e in Svizzera quello utilizzando dirigibili.
Il primo volo di posta aerea in Italia venne invece effettuato il 22 maggio 1917, grazie al tenente dell'Aeronautica Mario de Bernardi che volò da Torino a Roma, trasportando posta e giornali per conto delle Regie Poste. Questo volo segnò l'inizio dell'era della posta aerea in Italia e, per l'occasione, venne emesso il primo francobollo di posta aerea del mondo rilasciato tre giorni prima.

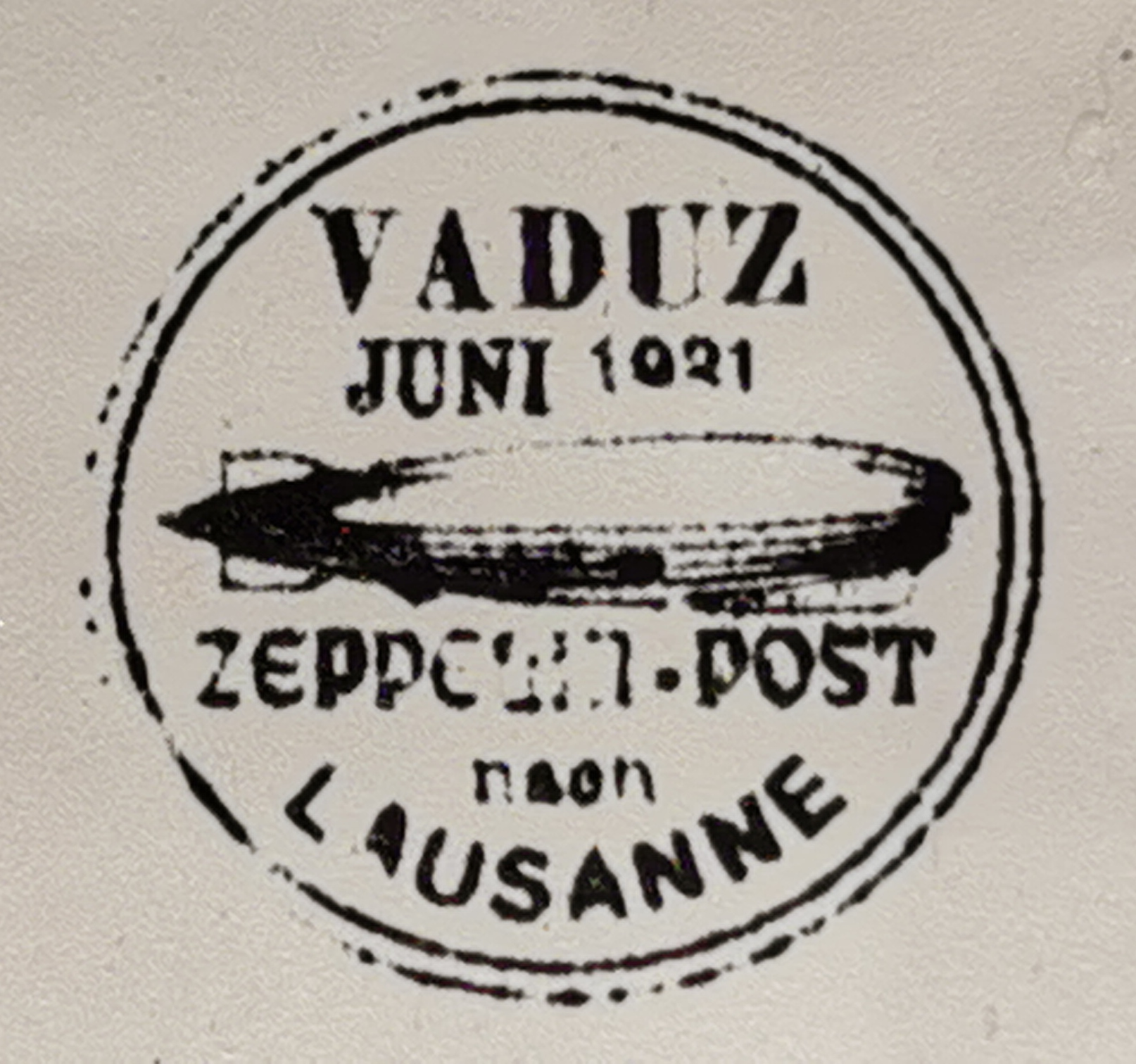
Timbro di uno specifico servizio postale svizzero con dirigibile del 1931

Se la prima metà del Novecento fu caratterizzata dall'intervento diffuso e pervasivo dello Stato nell'economia nazionale e nel monopolio postale, dagli anni ottanta del Novecento iniziarono le prime liberalizzazioni. Oggigiorno, con gli oltre duecento Stati del mondo, si possono contare altrettante istituzioni di servizio postale, ciascuna operante in ogni Paese e con la funzione di operatore universale del recapito sul proprio territorio nazionale.
Pur non esistendo più un monopolio assoluto, il servizio postale è tuttavia strettamente connesso agli organismi governativi del proprio Paese e pertanto, dove esso non sussiste più in una forma ancora completamente statalizzata o gestita da organismi ministeriali, è presente come azienda privata ma con partecipazioni azionarie di maggioranza da parte dello Stato. 
La quasi totalità dei servizi postali esistenti aderisce all'UPU Unione Postale Universelle, organismo supremo delle Nazioni Unite con sede a Berna, che coordina le politiche postali dei Paesi membri e di conseguenza sovraintende all’intero sistema postale mondiale. 
Il traffico postale epistolare cartaceo è ancora massicciamente presente e riveste altresì una funzione essenziale nella società odierna, tuttavia con il recente esordio della posta elettronica certifcata (PEC) è anche diventato possibile spedire in tempo reale messaggi, dati e informazioni con lo stesso valore legale di una raccomandata tradizionale.
Per quanto concerne l'Italia, l'azienda titolare del servizio di recapito universale è Poste Italiane, che dopo essere stata un ente pubblico economico fino al 1998 è oggigiorno un'impresa pubblica italiana sotto forma di società per azioni controllata dal Ministero dell'economia e delle finanze, Cassa Depositi e Prestiti e assistita dalla garanzia dello Stato Italiano.